# Nonette (Spohr)
Pour les articles homonymes, voir Nonette.
Le Nonette en fa majeur, op. 31, est une œuvre de musique de chambre de Louis Spohr. Composé en 1813, ce nonette résulte d'une commande du violoniste Johann Tost.

## Présentation
Composé en 1813, le Nonette op. 31 de Spohr, commande du violoniste Johann Tost, est écrit pour quatre cordes et cinq vents : une flûte, un hautbois, une clarinette, un basson, un cor, un violon, un alto, un violoncelle et une contrebasse.
Tost souhaitait que la personnalité de chaque instrument ressorte de cette combinaison instrumentale particulière. Intitulé « Grand nonetto », Louis Spohr écrit dans son autographie que la formation est « demeurée à ce jour unique en son genre ».
La partition, très populaire en son temps, est restée au répertoire des ensembles de musique de chambre.

## Structure de l'œuvre
L’œuvre est composée de quatre mouvements :
1. Allegro (à ), dont les premières mesures masquent la tonalité principale ;
2. Scherzo. Allegro, en ré mineur (à 
) : ce scherzo comporte deux trios, l'un en ré majeur, avec le violon en valeur, l'autre en sol mineur mais modulant, avec les vents au premier plan ;
3. Adagio (en si bémol majeur) ;
4. Finale. Vivace (à 
).

La durée moyenne d'exécution de la partition est d'environ trente-quatre minutes.

## Discographie
- Romantic Ensembles, CD 1, avec l'Octuor op. 32, The Nash Ensemble, Brilliant Classics 92294.